# Экономика Папуа — Новой Гвинеи
Папуа — Новая Гвинея обладает богатыми природными ресурсами, но их разработку сдерживают пересечённая местность, неразвитость транспортной сети и высокая стоимость создания инфраструктуры. 85 процентов населения занято в натуральном сельском хозяйстве. Добыча полезных ископаемых, в том числе нефти, меди и золота, обеспечивает 72 % экспортных доходов. Основа экспорта — минералы, лес (ценная древесина) и рыба (тунец).

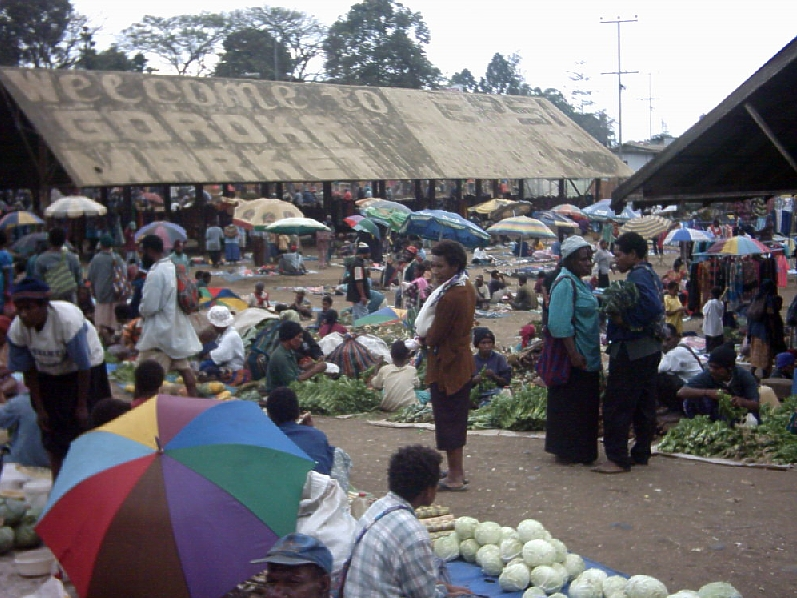
Рынок в городе Горока

За последние два года (2005) состояние экономики улучшилось после продолжительного периода нестабильности. Правительство под руководством премьер-министра Мекере Мораута пыталось сохранить целостность государственных институтов, стабилизировать местную валюту, сбалансировать национальный бюджет, приватизировать государственные предприятия там, где это необходимо, и обеспечить мир на острове Бугенвиль. Австралия ежегодно предоставляет 240 млн долларов помощи, что составляет 20 % государственного бюджета. Перед правительством стоят задачи укрепления доверия инвесторов, продолжение приватизации государственной собственности, сохранение поддержки со стороны законодателей и налаживание отношений с Австралией, бывшей колониальной метрополией.
Отрасли экономики: производство копры, пальмового масла, фанеры и древесной стружки; добыча золота, серебра, меди, нефти; строительство, туризм.
- ВВП (по паритету покупательной способности): 11,99 млрд дол. (2004 оц.)
- Уровень реального роста ВВП: 0,9 % (2004 оц.)
- ВВП на душу населения (по паритету покупательной способности): 2 200 дол. (2004 оц.)
- Состав ВВП по секторам экономики (2004 оц.):
  - сельское хозяйство: 34,5 %;
  - промышленность: 34,7 %
  - сфера услуг: 30,8 %

## Сельское хозяйство
Сельское хозяйство по-прежнему играет главную роль в экономике Папуа — Новой Гвинеи и носит натуральный характер. В нём занято 80 % населения, на него приходится 25 % ВВП.. Основная продукция сельского хозяйства — какао-бобы (сбор в 2002 году 45 тыс. т, 12 место в мире), кофе, масло, копра, кокосы, пальмовая сердцевина, чай, каучук, сахар, сладкий картофель, фрукты, овощи; домашняя птица, свинина. Доминирует подсечно-огневая система земледелия.
С конца 90-х годов развивается деревообрабатывающая промышленность. Рыболовство представлено в основном добычей креветок. Продаются лицензии на добычу рыбы иностранным судам.

## Промышленность

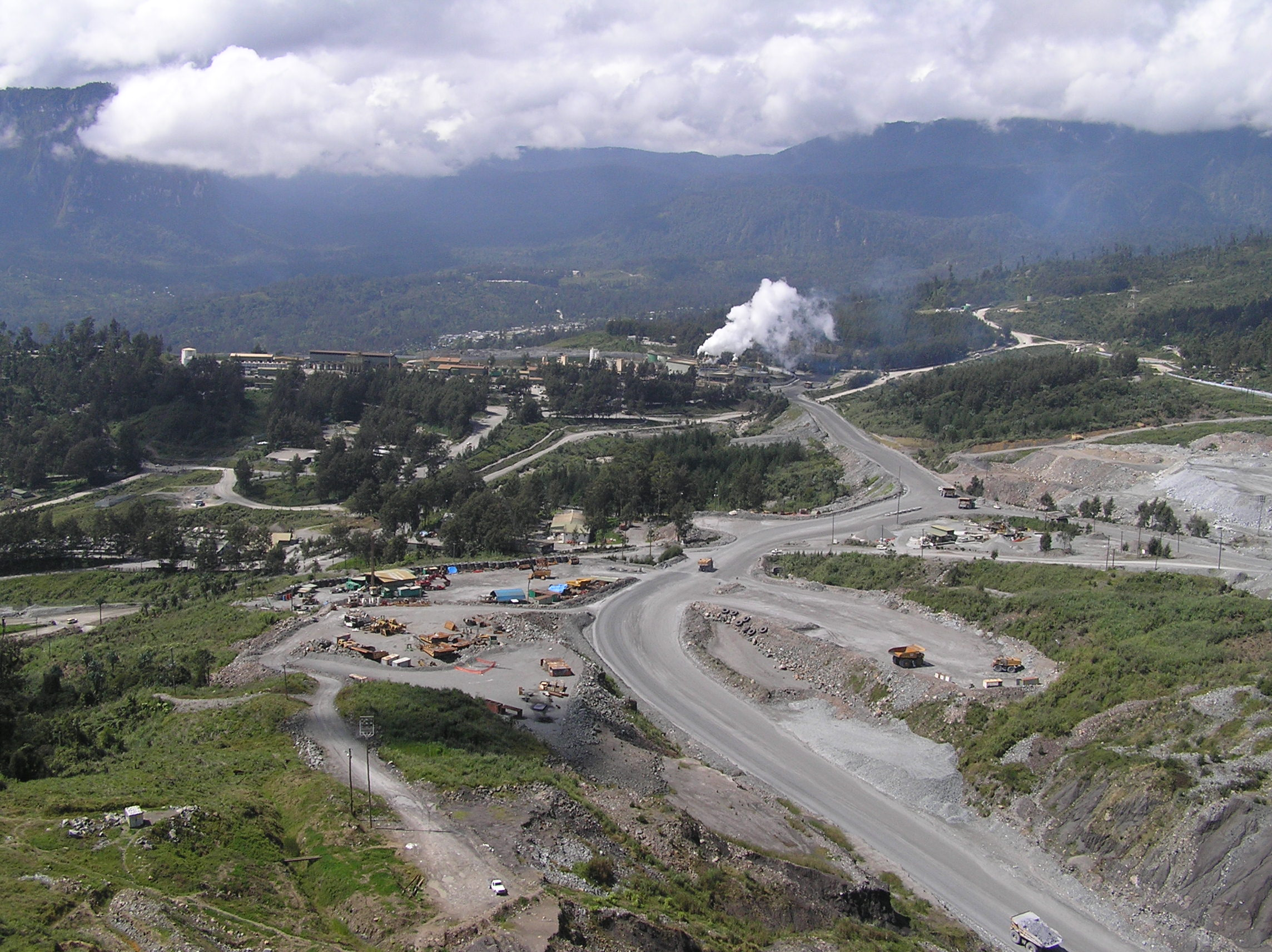
Добыча золота в провинции Энга

Главная отрасль промышленности — горнодобывающая. Недра страны богаты минеральными ресурсами, добываются золото, медь. Добыча меди на острове Бугенвиль ведется с 1972 года, когда Папуа — Новая Гвинея еще была колонией Австралии.

## Энергетика
Страна богата гидроресурсами, но они используются слабо и на них приходится только 5 процентов вырабатываемой в стране электроэнергии. Львиная доля производства электроэнергии приходится на древесный уголь.
- Производство электроэнергии: 1,679 млрд кВт·ч (2002)
- Потребление электроэнергии: 1,561 млрд кВт·ч (2002)
- Экспорта и импорта электроэнергии — нет
- Производство нефти: 46 200 баррелей в сутки (2004 оц.)
- Потребление нефти: 15 000 баррелей в сутки (2004 оц.)
- Подтвержденные запасы нефти: 170 млн баррелей (2004 оц.)
- Производство газа: 110 млн м³ (2001 оц.)
- Подтверждённые запасы газа: 385,5 млрд м³ (2004)

## Транспорт

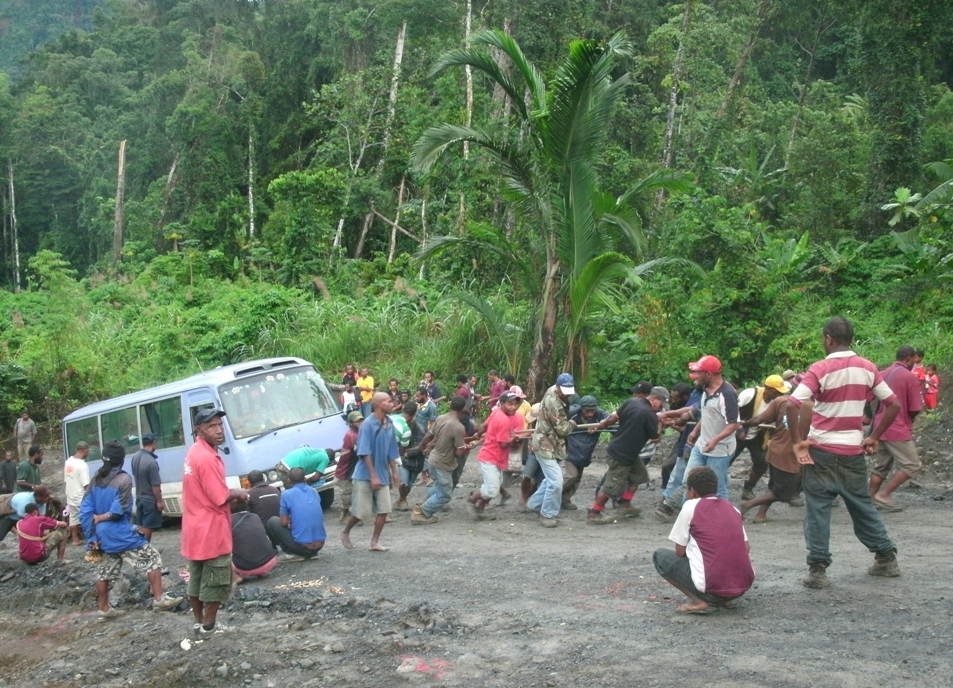
Автобус, застрявший на дороге из города Маунт Хаген в город Маданг

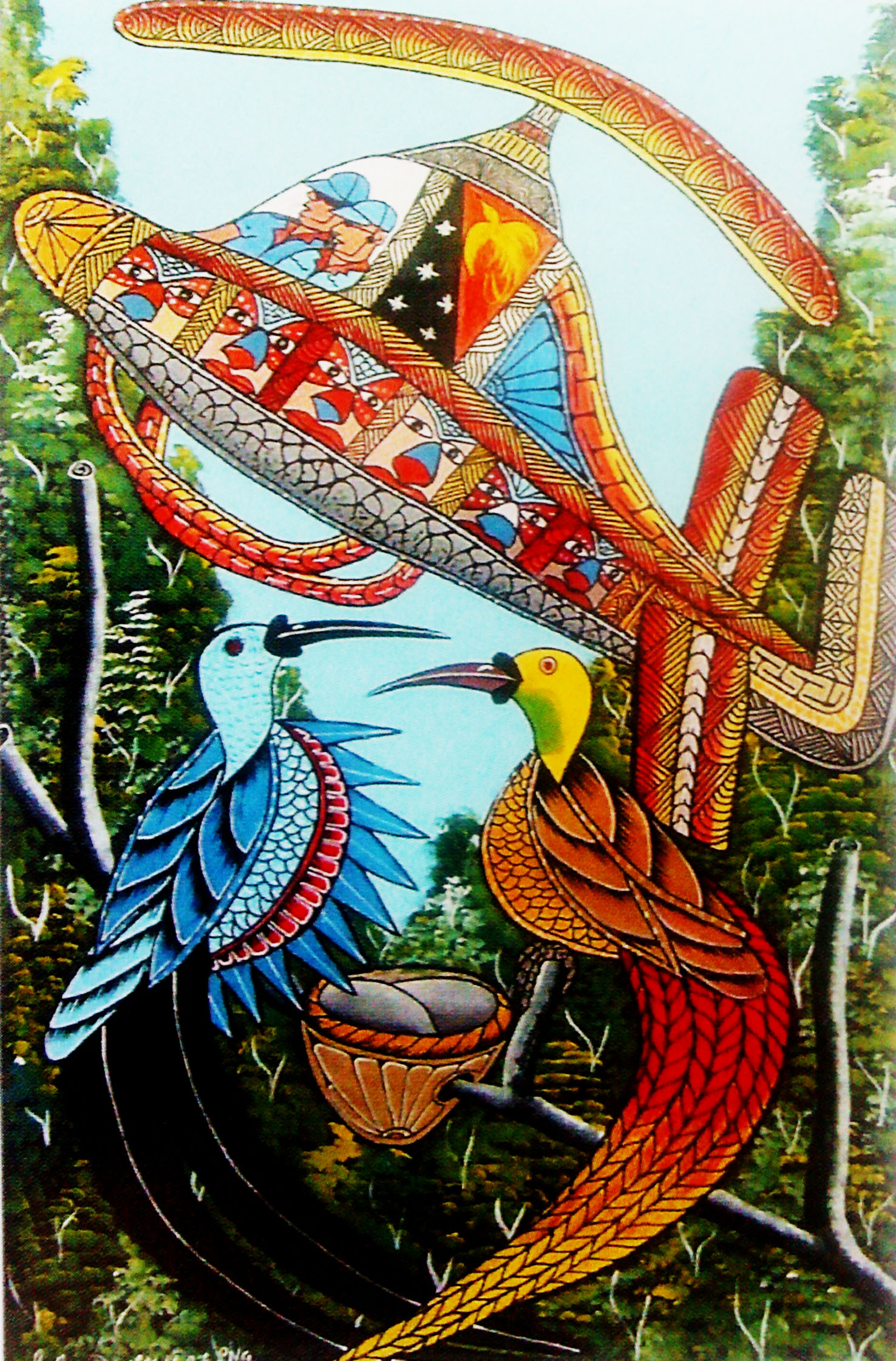
Сотрудничество (с 1990 г.) Владивосток Авиа с Папуа-Новой Гвинеей. Плакат «Порт Морсби, декабрь 2006». Источник:

Особенности рельефа Папуа Новой Гвинеи затрудняют строительство дорог. До сих пор в стране отсутствуют железные дороги, и нет сообщения между крупными городами страны. Из всех дорог в Папуа Новой Гвинее только 3,5 процента из них имеют твёрдое покрытие. Труднодоступность территории объясняет наличие большого количества аэродромов и аэропортов.
Развиты вертолётные работы по коммерческим контрактам, связанные с добычей полезных ископаемых (например, вывоз леса с высокогорных разработок), снабжением миссий, пассажирскими перевозками, наблюдением и мониторингом, VIP-перевозками, ведением переговоров, аварийной и медицинской эвакуации, пожаротушением, сложными монтажными работами и др. В решении этих задач в стране активно задействованы российские авиакомпании, такие как тюменская UTair (см. Карта авиаработ UTair в мире), Вертикаль-Т, ПАНХ и др. C 1990 года проводятся операции с участием вертолётной техники Владивосток Авиа (вертолёты МИ-8МТВ-1 и Ми-8АМТ) и Авиалифт Владивосток (вертолёты Ка-32А).
Беспрецедентным по своему масштабу является проект строительства высоко в горах аэропорта Комо и газоперерабатывающего завода, который выполнила международная компания CB&I для ExxonMobil с привлечением авиакомпании Волга-Днепр.
В течение 103 дней, пока длился проект, Ан-124-100 «Руслан» совершил 88 взлётов из аэропорта Порт-Морсби и 88 посадок на взлётно-посадочную полосу высокогорного аэродрома Комо. В общей сложности за это время было доставлено более 6 000 тонн оборудования для газоперерабатывающего завода, строящегося в окрестностях Комо при координации компании ExxonMobil. … На данный момент это самая большая взлётно-посадочная полоса в стране: 3200 метров в длину и 45 метров в ширину.
- Автодороги:
  - всего: 19 600 км;
  - с покрытием 686 км;
  - без покрытия 18 914 км (1999 оц.)
- Водные пути: 10 940 км (2003)
- Трубопроводы: для нефти — 264 (2004)
- Порты и гавани: Киета, Лаэ, Маданг, Порт-Морсби, Рибол.
- Торговый флот:
  - всего: 23 судна (водоизмещением 1 000 брт и более) общим водоизмещение 47 586 брт/60 934 детвейт-тонны;
  - суда принадлежащие иностранным владельцам: Сингапур — 2, Великобритания — 6;
  - суда зарегистрированные в других странах: 1
  - судов разных типов: балкеры — 1, сухогрузы — 12, танкеры для перевозки химикатов — 1, нефтерудовозы — 2, контейнеровозы — 1, нефтяные танкеры — 4, ролкеры — 2 (2003 оц.)

- Аэропорты: 571 (2004 оц.)

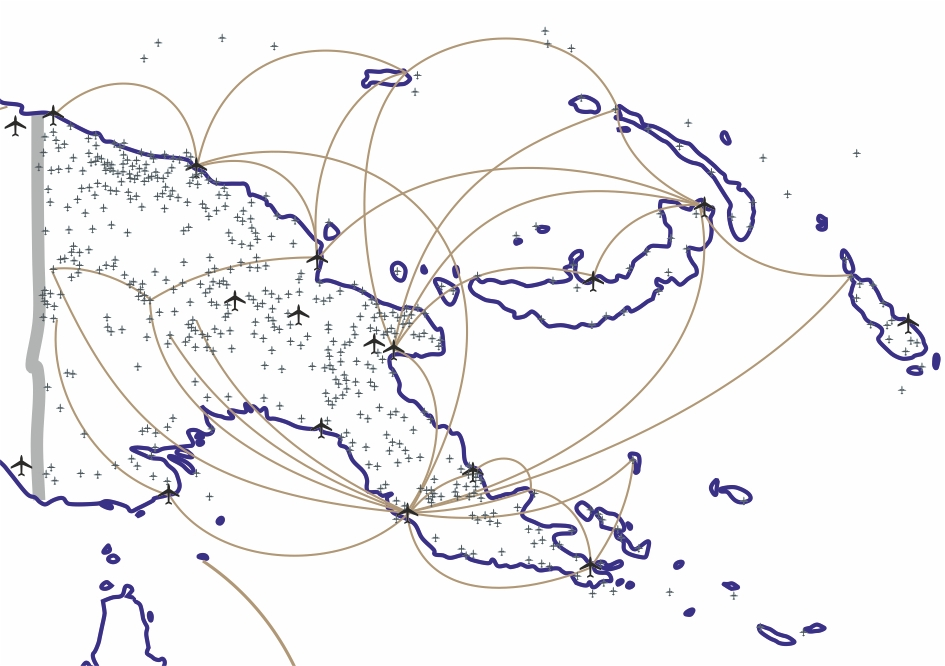
Аэропорты и местные аэродромы Папуа-Новой Гвинеи. Линиями показаны маршруты Air Niugini, Airlink, Airlines PNG. Источники:,

  - Аэропорты с взлётно-посадочными полосами с твёрдым покрытием:
    - всего: 21. От 2 348 до 3 047 м — 2; от 1524 до 2437 м — 14; от 914 до 1523 м — 4; менее 914 м — 1 (2004 оц.)

  - Аэропорты с взлётно-посадочными полосами без твёрдого покрытия:
    - всего: 550. От 1524 до 2437 м — 10; от 914 до 1523 м — 62; менее 914 м — 478 (2004 оц.)

Вертолётные аэродромы: 2 (2003 оц.)

## Торговля
- Экспорт: 2,437 млрд дол. (франко-борт, 2004 оц.)
  - Статьи экспорта: нефть, золото, медная руда, лес, пальмовое масло, кофе, какао, раки и креветки.

Партнёры по экспорту: Австралия 27 %, Япония 7,3 %, Китай 5,8 % (2003)
- - Статьи импорта: машины и транспортное оборудование, промышленные товары, продукты питания, топливо, химикаты. Партнёры по импорту: Австралия 44,3 %, Сингапур 20,5 %, Новая Зеландия 7,7 %, Китай 4,9 %.